# Ma vie en l'air
Pour plus de détails, voir Fiche technique et Distribution.
Ma vie en l'air est un film français réalisé par Rémi Bezançon, sorti en 2005.

## Synopsis
Yann est un garçon plein de contradictions. Toute sa vie est marquée par les avions. Ingénieur diplômé de Supaéro, il travaille dans l'aéronautique comme expert en sécurité aérienne. Mais son métier ne fait que renforcer sa peur insurmontable de voler, développée à la suite de la mort tragique de sa mère lors de sa naissance en plein vol. C'est cette phobie qui lui a fait perdre son premier grand amour, Charlotte, partie étudier en Australie et qu'il n'a jamais eu le courage de rejoindre, malgré la promesse qu'il lui avait faite. Depuis, il enchaîne les conquêtes mais ses histoires s'achèvent toujours en déception car il vit dans l'espoir secret de revoir un jour Charlotte.
Arrivé à la trentaine, les événements se précipitent et Yann en perd la maîtrise. Ludo, son ami d'enfance qu'il devait dépanner pour une nuit, s'est installé à demeure dans son salon. Puis dans l'appartement d'à-côté emménage Alice, une surprenante jeune femme, conseillère en relations sentimentales sur une radio. Sous prétexte de lui demander des conseils sur son cas personnel, Yann la voit de plus en plus souvent, jusqu'à ce qu'il réalise qu'il ne peut plus se passer d'elle. Il semble enfin prêt à tirer un trait sur le passé. C'est alors qu'au détour d'une rue, il retrouve la trace de Charlotte.

## Fiche technique
Sauf indication contraire, les informations mentionnées dans cette section peuvent être confirmées par la base de données cinématographiques IMDb,  présente dans la section « Liens externes ».
- Titre original et québécois : Ma vie en l'air
- Réalisation et scénario : Rémi Bezançon
- Musique : Sinclair
- Décors : Maamar Ech-Cheikh
- Costumes : Marie-Laure Lasson
- Photographie : Antoine Monod
- Son : Emmanuel Croset, Cédric Lionnet, Eddy Laurent
- Montage : Sophie Reine
- Production : Éric et Nicolas Altmayer et Isabelle Grellat
- Sociétés de production[1] : Mandarin Films, en coproduction avec M6 Films
- Sociétés de distribution[2] : TFM Distribution (France) ; Vertigo Films Distribution (Belgique) ; Agora Films Suisse (Suisse romande)
- Budget : 5,05 millions d’ €[3]
- Pays de production :  France
- Langue originale : français
- Format[4] : couleur - 35 mm - 2,35:1 (Cinémascope)
- Genre : comédie, romance
- Durée : 103 minutes
- Dates de sortie[5] :
  - France : 17 juin 2005 (Festival du film de Cabourg) ; 7 septembre 2005 (sortie nationale)
  - Suisse romande : 7 septembre 2005[6]
  - Belgique : 14 septembre 2005[7]
  - Québec : 4 septembre 2007
- Classification[8] :
  - France : tous publics[9]
  - Belgique : tous publics (Alle Leeftijden)[7]
  - Suisse romande : interdit aux moins de 10 ans[10]

## Distribution
- Vincent Elbaz : Yann Kerbec
- Marion Cotillard : Alice
- Gilles Lellouche : Ludo
- Elsa Kikoïne : Charlotte
- Didier Bezace : Bruno Castelot
- Tom Novembre : le père de Yann
- Cécile Cassel : Clémence
- Philippe Nahon : le père de Ludo
- Vincent Winterhalter : Eddy « la tchatche »
- François Levantal : le passager pour Sydney
- Sasha Alliel : Yann enfant
- Julien Israël : Zippo
- Sandrine Rigaux : Elsa
- Katia Lewkowicz : Sandrine
- John Arnold : Lemasson
- Thomas Jouannet : pilote « chien fou »
- Philippe Vieux : copilote « pépère »
- Jean-Michel Portal : copilote « sorti de l'oeuf »
- Gérald Maillet : pilote « panique »
- Jérôme Le Maire : copilote « panique »
- Philippe Awat : pilote « terroriste »
- Philippe Cura : copilote « terroriste »
- Jean-Louis Frémont : copilote « Honolulu »
- Isabelle Caubère : Mme Perrotin
- Tony Verzele : Ludo enfant
- Élodie Frenck : Céline
- Nina Morato : Magali
- Fanny Kolarova : fille chaton
- Marie Rivière : la mère de Charlotte
- Gérard Loussine : le père de Charlotte
- Thierry Muscat : le vendeur de lits
- Cyril Paris : chanteur à textes
- Alexandra Sarramona : hôtesse Sydney
- Émilie Balmy : hôtesse Sydney
- Émeline Bayart : hôtesse Papeete
- Didier Ferrari : mécanicien tarmac
- Rémi Templé : commandant de bord tarmac
- Quentin Legros : Dylan
- Amaïa Deweerdt : Camille
- Vannary Huot : Han Suan
- Elsa Motin : Marion
- Charlotte Alliel : Emma
- Gaëlle Bossu : Delphine
- Ophélie Koering : Valérie
- Tania Kourepov : Alexandra
- César Doublet : le fils de Valérie
- Joséphine Doublet : la fille de Valérie
- Ludovic Douillet : Nicolas
- Thierry Saelens : l'agresseur de Yann
- John-Éric Medalin : un des faux agresseurs de Ludo
- Sébastien Lemenez de Kerdelleau : un des faux agresseurs de Ludo
- Coralie Subert : copine de Ludo
- Luc Compère : le chasseur de Kolala
- Maurice Chevit : le prêtre

## Production

### Tournage
- Lieux de tournage : Paris, Aéroport de Paris-Charles-de-Gaulle

## Distinctions
En 2006, Ma vie en l'air a été sélectionné 3 fois dans diverses catégories et n'a remporté aucune récompense,.

### Nominations
- César 2006 : Meilleur espoir masculin pour Gilles Lellouche.
- Globe de cristal 2006 : Meilleure actrice pour Marion Cotillard.
- Trophées Jeunes Talents 2006 : Jeune réalisateur(trice) cinéma pour Rémi Bezançon.